# Eixo de simetria

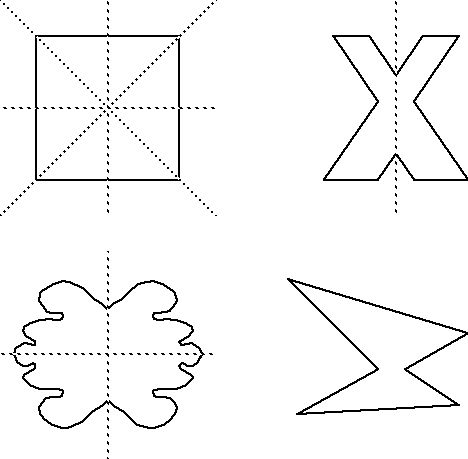
Eixos de simetria de várias figuras.

Em geometria, o eixo de simetria é uma linha que divide uma figura em duas partes simétricas, isto é, como se fossem o objeto e a sua imagem refletida em um espelho.
Em biologia, ao descrevermos o corpo de um animal ou uma determinada parte de uma planta, por exemplo, fazemos diversas vezes referência ao eixo de simetria: se o ente biológico apresenta simetria bilateral (apenas um eixo de simetria), como ser humano (com algumas imperfeições) ou simetria radial (em que existem diversos eixos de simetria), como é o caso da anêmona. Estas características são de extrema importância na sistemática ou taxonomia, ou seja, na divisão dos seres vivos em grupos com as mesmas (ou semelhantes) características físicas e filogenéticas. 